# Lümatu (Antsla)
Lümatu (Duits: Limmando) is een plaats in de Estlandse gemeente Antsla, provincie Võrumaa. De plaats heeft de status van dorp (Estisch: küla).
Lümatu lag tot in oktober 2017 in de gemeente Urvaste. In die maand werd Urvaste bij de gemeente Antsla gevoegd.

## Bevolking
Het dorp had 56 inwoners op 31 december 2011 en 80 inwoners op 31 december 2021.

## Ligging
De plaats ligt aan het meer Lõõdla järv. Op het grondgebied van het dorp ligt het veel kleinere meer Kallastõ järv (0,6 ha). De beek Verioja verbindt de beide meren. De Tugimaantee 69, de secundaire weg van Võru naar Tõrva, komt door Lümatu.

## Geschiedenis
Lümatu werd voor het eerst genoemd in 1582 onder de naam Limiada. In 1627 heette het Limmate Kuella, in 1762 Limando Külla en in 1826 Limmando. Het dorp was het centrum van een Hoflage, een niet-zelfstandig landgoed, eerst onder Uelzen (Vaabina), vanaf 1748 onder Linnamäggi (Linnamäe).
In 1922 was Lümatu onder de naam Lümando een nederzetting. Via Lümandu (de naam die het Baltisches historisches Ortslexikon van 1985 geeft) werd dat Lümatu. Rond 1940 kreeg Lümatu de status van dorp. In 1977 werd het buurdorp Kallastõ bij Lümatu gevoegd.